# Sterling Yatéké
Sterling Siloe Yatéké (Bangui, 15 settembre 1999) è un calciatore centrafricano, attaccante del Kolding IF.

## Caratteristiche tecniche
È un centravanti.

## Carriera
Approdato in Europa nel 2018, ha debuttato il 17 agosto giocando con il TPS l'incontro del campionato finlandese vinto 4-1 contro il VPS. Nel 2019 è stato acquistato dall'Austria Vienna.

## Statistiche
Statistiche aggiornate al 3 novembre 2020.

### Presenze e reti nei club
| Stagione        | Squadra           | Campionato      | Campionato | Campionato | Coppe nazionali | Coppe nazionali | Coppe nazionali | Coppe continentali | Coppe continentali | Coppe continentali | Altre coppe | Altre coppe | Altre coppe | Totale | Totale | Totale |
| Stagione        | Squadra           | Comp            | Pres       | Reti       | Comp            | Pres            | Reti            | Comp               | Pres               | Reti               | Comp        | Pres        | Reti        | Pres   | Reti   |        |
| --------------- | ----------------- | --------------- | ---------- | ---------- | --------------- | --------------- | --------------- | ------------------ | ------------------ | ------------------ | ----------- | ----------- | ----------- | ------ | ------ | ------ |
| 2018            | TPS               | VL              | 9+2        | 7+0        | CF              | 0               | 0               |                    | -                  | -                  |             | -           | -           | 11     | 7      |        |
| gen.-giu. 2019  | Austria Vienna II | 1L              | 12         | 4          |                 | -               | -               |                    | -                  | -                  |             | -           | -           | 12     | 4      |        |
| 2019-feb. 2020  | Austria Vienna II | 1L              | 9          | 3          |                 | -               | -               |                    | -                  | -                  |             | -           | -           | 9      | 3      |        |
| gen.-giu. 2019  | Austria Vienna    | BL              | 2          | 0          | CA              | 0               | 0               |                    | -                  | -                  |             | -           | -           | 2      | 0      |        |
| 2019-feb. 2020  | Austria Vienna    | BL              | 3          | 0          | CA              | 1               | 1               |                    | -                  | -                  |             | -           | -           | 4      | 1      |        |
| feb.-giu. 2020  | Rijeka            | 1.HNL           | 10         | 1          | CC              | 1               | 1               |                    | -                  | -                  |             | -           | -           | 11     | 2      |        |
| 2020-2021       | Rijeka            | 1.HNL           | 5          | 1          | CC              | 0               | 0               | UEL                | 3                  | 0                  |             | -           | -           | 8      | 1      |        |
| Totale carriera | Totale carriera   | Totale carriera | 52         | 16         |                 | 2               | 2               |                    | 3                  | 0                  |             | -           | -           | 57     | 18     |        |